# Дора д'Істрія
Княгиня Олена Михайлівна Кольцова-Мосальська, уроджена Гіка (22 січня 1828 в Бухаресті, Румунія — 15 листопада 1888 у Флоренції, Італія) — румунська художниця, письменниця та альпіністка, яка довгий час жила в Російській імперії. Друкувалася під псевдонімом Дора д Істрія (Dora d Istria).

## Життєпис
Олена Гіка, що народилась 1828 року, походила з князівського роду Гіка (Ghika), витоки якого шукають в Албанії. Вихідці з цього роду з середини XVII століття були молдавськими і валаськими господарями. Її батьком був князь Міхай Гіка, а господарю Молдавії Григорію IV Гіка вона доводилася племінницею.
Княгиня Кольцова-Мосальська отримала в юності прекрасну освіту, яку потім продовжила за кордоном. Була поліглотом, вільно володіла більш ніж десятьма мовами, в тому числі румунською, російською, італійською, німецькою, англійською, французькою, латинською, давньо- і новогрецькою, албанською та ін. В столиці Пруссії вона справила велике враження на Александера фон Гумбольдта своїм знанням давньогрецької мови.
У 1849 році в Яссах одружилась з російським офіцером князем Олександром Кольцовим-Мосальским. Подружжя жило в Російській імперії до смерті князя в 1875 році.
Потім Олена Кольцова-Мосальська багато подорожувала країнами Європи, відвідала Швейцарію, Францію, Ірландію, Грецію і Анатолію. Побувала в США.
У 1885 році піднялася з провідником на вершини Монблана та Мьонха в Альпах, ставши, таким чином, першою російської альпіністкою.
За станом здоров'я змушена була переселитися з Росії до Італії у Флоренцію, де прожила до своєї смерті. Померла від защемлення грижі, похована на міському кладовищі Треспіано.

## Творчість
Рано проявилися художні нахили Олени Гіки, які вона розвивала, навчаючись живопису в Дрездені, потім у Відні, Венеції та Берліні.

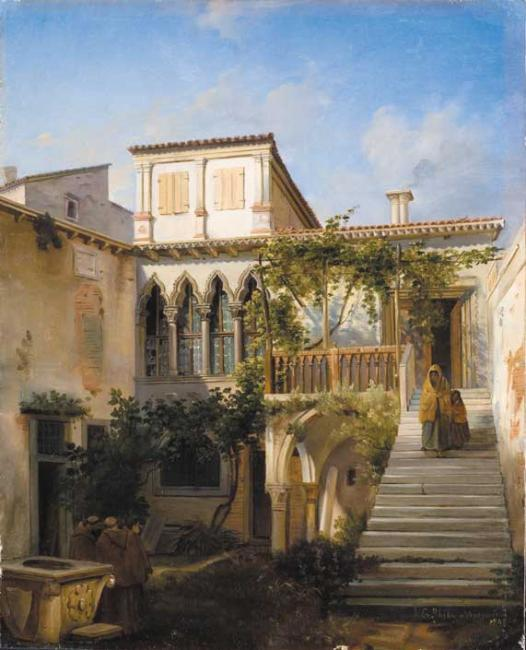
Пейзаж пензля Кольцової-Масальської

У Санкт-Петербурзі Олена Кольцова-Мосальська брала активну участь у мистецькому житті столиці. За свої пейзажі, виставлені в Академії мистецтв, була удостоєна нагороди. Полотна княгині, що відрізняються тонкою технікою і насиченим колоритом, головним чином, зображували природу та архітектуру країн південної Європи. Була представницею російського та західноєвропейського художнього напряму бідермаєр.
У 1855 році виступила на літературній ниві з книгою «La vie monastique dans l'eglise orientale» (яка потім неодноразово перевидавалася). Писала французькою під псевдонімом Графиня Дора Д Істріа (Comtesse Dora d Istria).
Написала низку статей з історії мистецтва, літератури, політичних, соціальних і релігійних питань в часописах та газетах майже всіх європейських країн. Своїми літературними творами і публіцистикою здобула популярність в Європі.
Олена Кольцова-Мосальська входила до багатьох європейських наукових товариств, зокрема, Італійської Академії.
Грецьким парламентом їй було присвоєно звання «великої громадянки» і почесне громадянство від багатьох італійських міст.
Олена Кольцова-Мосальська почала вивчати історію Албанії в 1866 році і стала головним захисником албанської справи в Західній Європі, незважаючи на те, що ніколи не вивчала албанську мову. Її книзі «Gli Albanesi in Rumenia» передувала низка статей про національності з Південно-Східної Європи та їхню боротьбу за незалежність. Після появи статей про етнічну ідентичність Румунії (1859), Греції (1860) та Сербії (1865), Дора д'Істрія опублікувала в 1866 році статтю про особливості албанської національності за народними піснями. Дослідження було перекладено албанською мовою в 1867 році італо-албанським патріотом Дімітером Камардою. Після цього з'явилась революційна поема, яка закликаючи албанців піднятися на визвольну боротьбу проти османів
Відтепер Дора д'Істрія стала відома в албанських націоналістичних колах, які використовували її ім'я, щоб отримати підтримку у своїй справі. Ця ситуація була взаємною і також стимулювала їй ще більше працювати в даній тематиці (особливо її листування). Вона співпрацювала з багатьма албанськими патріотами. Після публікації Глі Альбанесі в Румунії … албанські націоналісти в Італії оголосили Олену Гіку некоронованою королевою Албанії.

## Твори
- La vie monastique dans l'eglise orientale (1855, 3-е изд., 1858);
- Les femmes en Orient (Цюрих, 1858; по-російськи в «Закордонному Віснику», 1865);
- Excursion en Roumelie et en Moree (Цюрих, 1858);
- Des femmes par une femme (Цюрих, 1864; російський переклад СПб., 1866);
- Les roumains et la papaute;
- La poesie des Ottomans (П., 1877, 2-е изд.);
- Gli Albanesi in Rumenia (історія князів Гіка в XVII—XIX століттях) (2-е изд., Флоренція, 1873);
- ряд статей у журналах і газетах.

## Громадська діяльність
Олена Кольцова-Мосальська (Гіка) була обрана:
- Почесним членом Афінського археологічного товариства (1860),
- Членом Французького Географічного товариства (1866),
- Член-кореспондентом Венеціанської академії (1868),
- Почесним членом Академії Мілана (1868),
- Почесним членом наукових товариств Трієста та Афін (1870),
- Почесним президентом національного гімнастичного товариства Константинополя (1870),
- Почесним президентом товариства Elicona Смірна (Азія) (1871),
- Членом Академії в Урбіно (1871),
- Член Товариства з розвитку італійського театрального мистецтва у Флоренції (1872),
- Почесним віце-президентом Асоціації сприяння навчанню грецьких жінок (1872),
- Членом римської академії (1873),
- Почесним членом неапольської Академії Pitagorica (1873)
- Членом Національної академії мистецтв Барселони,
- Членом Інституту археології Буенос-Айреса (1873),
- Членом Італійського товариства вивчення Сходу (1873) тощо.